# Normans Beach
Normans Beach är en strand i Australien. Den ligger i kommunen Albany och delstaten Western Australia, omkring 400 kilometer sydost om delstatshuvudstaden Perth. Genomsnittlig årsnederbörd är 688 millimeter. Den regnigaste månaden är september, med i genomsnitt 107 mm nederbörd, och den torraste är februari, med 12 mm nederbörd.